# Prîzove, Iuriivka
Prîzove (în ucraineană Призове) este un sat în comuna Verbske din raionul Iuriivka, regiunea Dnipropetrovsk, Ucraina.

## Demografie
Componența lingvistică a localității Prîzove
     Ucraineană (94,74%)
     Rusă (4,51%)
     Alte limbi (0,75%)
Conform recensământului din 2001, majoritatea populației localității Prîzove era vorbitoare de ucraineană (94,74%), existând în minoritate și vorbitori de rusă (4,51%).